# Wyścig Słowacji WTCC
Wyścig Słowacji WTCC – runda World Touring Car Championship rozgrywana od 2012 na torze Slovakiaring położonym niedaleko wsi Orechová Potôň, prawie 40 km na południowy wschód od stolicy Słowacji, Bratysławy. Runda na Słowacji została dodana do kalendarza WTCC w sezonie 2012 po tym jak odwołano Wyścig Argentyny z powodu przeciągających się negocjacji z lokalnymi władzami.

## Zwycięzcy
| Sezon | Kierowca                    | Samochód         | Zespół                               | Lokalizacja  | Wyniki |
| ----- | --------------------------- | ---------------- | ------------------------------------ | ------------ | ------ |
| 2012  | Wyścig 1: Gabriele Tarquini | SEAT León        | Lukoil Racing Team                   | Slovakiaring | Wyniki |
| 2012  | Wyścig 2: Robert Huff       | Chevrolet Cruze  | Chevrolet                            | Slovakiaring | Wyniki |
| 2013  | Wyścig 1: Gabriele Tarquini | Honda Civic      | Castrol Honda World Touring Car Team | Slovakiaring | Wyniki |
| 2013  | Wyścig 2: Tom Coronel       | BMW 320 TC       | ROAL Motorsport                      | Slovakiaring | Wyniki |
| 2014  | Wyścig 1: Sébastien Loeb    | Citroën C-Elysée | Citroën Total WTCC                   | Slovakiaring | Wyniki |
| 2015  | Wyścig 1: Yvan Muller       | Citroën C-Elysée | Citroën Total WTCC                   | Slovakiaring | Wyniki |
| 2015  | Wyścig 2: Sébastien Loeb    | Citroën C-Elysée | Citroën Total WTCC                   | Slovakiaring | Wyniki |